# Tecnologia adaptativa
Tecnologia adaptativa é o conjunto de tecnologias cujo formalismo utiliza a teoria dos dispositivos adaptativos baseados em regras proposta por João José Neto. A ideia central desse formalismo é que dispositivos complexos (quanto à sua capacidade de expressão) podem ser obtidos mediante a progressão gradual de dispositivos mais simples, os quais, através de ações adaptativas de inserção, remoção e consulta de suas regras, podem atender a um problema proposto.